# 鬼首菜
鬼首菜（おにこうべな）は、宮城県大崎市鳴子温泉鬼首地区（旧鳴子町鬼首地区）で栽培されている伝統野菜である。地元の菜っ葉という意味で「ずなっこ」「じなっこ」と呼ばれ、カブ菜やカラシ菜に似たしゃきしゃきとした食感と香辛性を持つ辛味がある漬菜の一種。

## 概要

### 栽培
8月下旬頃に植え、11月上旬頃、約60センチメートルに成長したところで収穫する。
寒さに強く、気温の低下で栄養分と香辛成分が増す特性がある。鬼首地区以外の土地でも栽培できるが、なぜか辛味が無くなってしまう。採種業者が研究しているが、理由はまだ判明していない。
栽培には水はけの管理と適切な間引きが重要だという。一部を畑の雪中で越冬させ、5月末から6月にとう立ちした花を枝ごと刈り取り、自然乾燥。その後に種子をたたき出して採種する。
昔は鬼首地区のほとんどの農家が栽培していたが、現在は数軒だけになっている。

### 利用
漬物、おひたしなどにして食べられることが多い。冬場の貴重な作物として、漬物「ふすべ漬け」などで親しまれてきた。古漬けにすると来春まで食べることができる。